# Boleszyn (Grodziczno)
Boleszyn [bɔˈlɛʂɨn] (deutsch Bolleschin) ist ein Dorf im Powiat Nowomiejski der Woiwodschaft Ermland-Masuren in Nordpolen. Seit einer Verwaltungsreform im Jahre 1999 gehört Boleszyn zu den 19 Ortschaften der Gmina Grodziczno.

## Geographische Lage
Boleszyn befindet sich 9,5 km nordwestlich von Lidzbark. Dieselbe Distanz hat der Ort, wenn man von Grodziczno nach Boleszyn aus südwestlicher Richtung kommt. Größere Ortschaften sind Olsztyn im Osten und Toruń im Westen. Die römisch-katholische Pfarrei St. Martin in Boleszyn gehört zur Diözese Toruń. Der zuständige Verwaltungsbezirk ist jedoch nicht die Woiwodschaft Kujawien-Pommern, sondern die Woiwodschaft Ermland-Masuren mit der Hauptstadt Olsztyn.

## Geschichte
Die Ursprünge des Ortes reichen bis ins Mittelalter zurück. Der Name des Dorfes erscheint zum ersten Mal in Urkunden als Boleschino (1402–1416). Später finden sich die Namen Bollozin (1490), Boleszyn (1570), Bolesino (1647) auch in den Dokumenten des Chelmnoer Bischofs, der die Kirche in Radoszki als Filialkirche der Pfarrei in Boleszyn (1414–1416) anschloss, der ältesten schriftlichen Erwähnung des Namens der Pfarrei. Die Kirche stand unter dem Patronat des Kapitels von Chełmno. In der 2. Hälfte des 16. Jahrhunderts umfasste die Gemeinde die Dörfer: Boleszyn, Wielekie, Lezno, Sugajno, Slup und Zalesie. Im 17. Jahrhundert verlor die Gemeinde Boleszyn während eines Polnisch-Schwedischen Krieges (1627–1629) für einige Zeit ihre Unabhängigkeit und wurde der Gemeinde Mroczno angegliedert. In der Neuzeit gab es in Boleszyn eine Pfarrschule mit einem Lehrer, die in den Quellen zweimal erwähnt wird (1647 und 1740). Nach der ersten Teilung Polens wurde das Gebiet um Boleszyn in das Königreich Preußen eingegliedert. Gemäß einem Dekret vom 1. September 1848 wurde für Boleszyn ein gemischtes Patronat eingerichtet, das in geraden Monaten vom Bischof von Chełmno und in ungeraden Monaten von der Preußischen Regierung ausgeübt wurde. Während des Ersten Weltkrieges, im August 1914, marschierte die russische Armee in das Gebiet von Lubawa ein und besetzte für kurze Zeit auch Boleszyn. Im Januar 1920 fiel das Gebiet, in dem sich die Gemeinde Boleszyn befindet, an die Republik Polen. Die Gemeinde, die damals aus 98 % Katholiken bestand, gehörte zum kirchlichen Dekanat Lidzbark.
Während des Zweiten Weltkrieges (1939–1945) wurde Boleszyn nach dem Überfall auf Polen in den Landkreis Strasburg (Westpreußen) eingegliedert und in Bolleschin umbenannt. Dieser Landkreis gehörte zum Regierungsbezirk Marienwerder. Zu diesem preußischen Regierungsbezirk gehörte der Ort bereits von 1818 bis 1920. Von 1874 bis 1920 war Boleszyn (Bolleschin) ein eigener Amtsbezirk, der die Landgemeinden Boleszyn, Groß Leszno, Klein Leszno, Kowallik, Slupp, Zalesie und Zembrze und Slupp, Forst umfasste. Nach Inkrafttreten des Versailler Vertrages zum 10. Januar 1920 gelangte der Landkreis Strasburg an die Republik Polen und wurde dem Powiat Brodnicki zugeordnet, wodurch Boleszyn sein Recht als Amtsbezirk verlor. Mit dem Ende des Zweiten Weltkrieges gelangte das Gebiet des Landkreises Strasburg dann an die Volksrepublik Polen. Der Landkreis Strasburg wurde wieder in Powiat Brodnicki und Bolleschin wieder in Boleszyn umbenannt. Seit 1989 gehört Boleszyn zur Dritten Polnischen Republik.

## Demographie
| Jahr | Einwohnerzahl | Anmerkungen                               |
| ---- | ------------- | ----------------------------------------- |
| 1852 | 0289          | Quelle: Familienforschung in Westpreußen. |
| 1885 | 0476          | Quelle: Familienforschung in Westpreußen. |
| 1905 | 0616          | Quelle: Familienforschung in Westpreußen. |
| 1910 | 0672          | Quelle: Familienforschung in Westpreußen. |
| 1928 | 2283          | Quelle: Marious Boleszyn.                 |
| 1946 | 1265          | Quelle: Marious Boleszyn.                 |
| 2021 | 0419          | Quelle: Polen in Zahlen.                  |

## Die römisch-katholische Pfarrkirche St. Martin

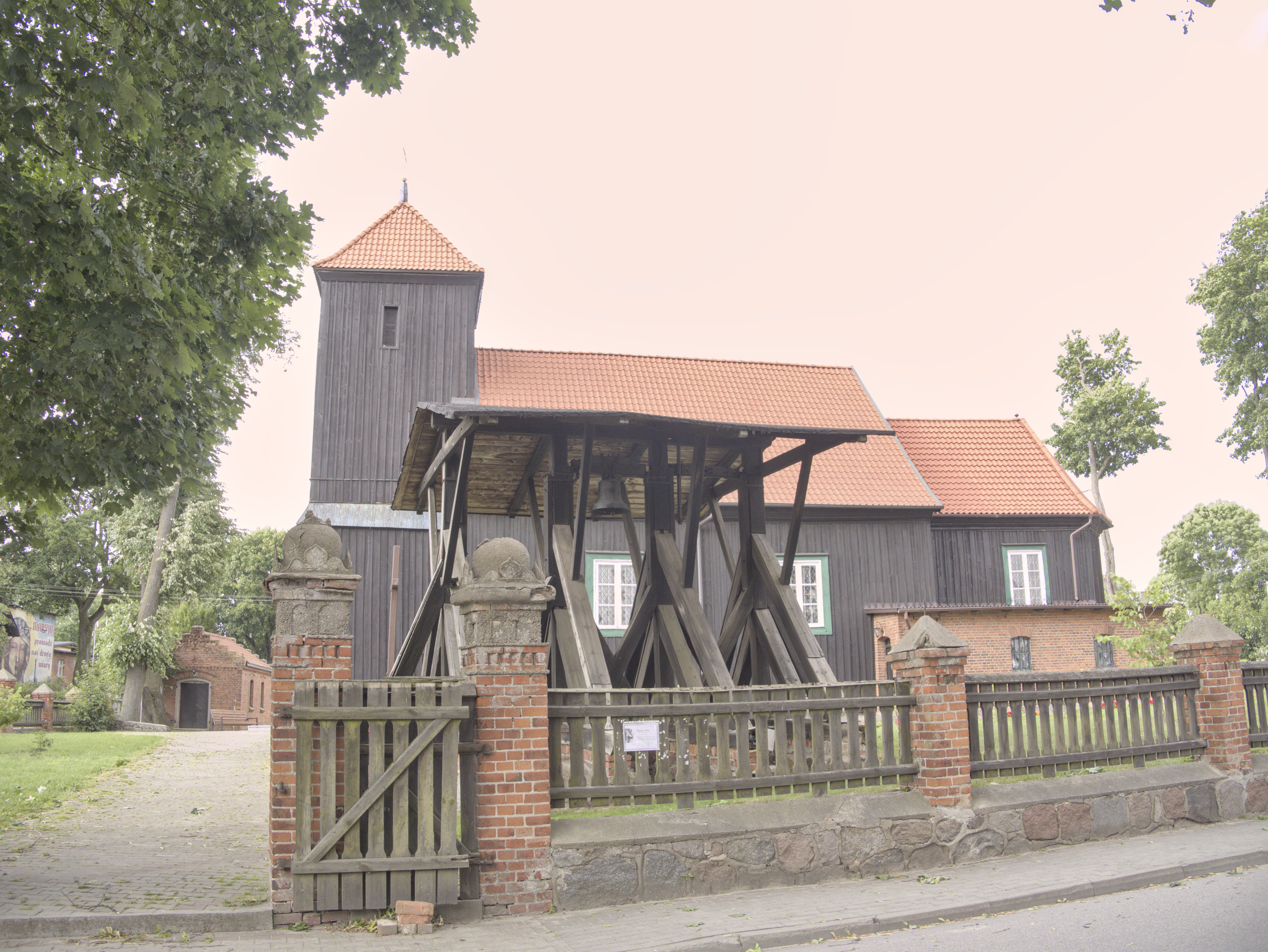
St.-Martins-Kirche in Boleszyn

### Wallfahrtskirche zur Schmerzhaften Muttergottes
Die Pfarrei St. Martin in Boleszyn wurde Mitte des 19. Jahrhunderts gegründet und gehörte ursprünglich zum Chełmno-Kapitel. Die erste Kirche, die 1653 gebaut wurde, war ein Holzgebäude. Der heutige Tempel, ebenfalls aus Holz, wurde 1721–1722 erbaut. Die Kirche ist als Heiligtum der Schmerzensreichen Muttergottes bekannt, deren Kult sich seit dem 17. Jahrhundert entwickelt hat. An der Wende vom 17. zum 18. Jahrhundert brach in Boleszyn eine Cholera-Epidemie aus. Die Gläubigen wandten sich an das Bild der Gottesmutter, um die gefährliche Krankheit abzuwenden. Seitdem ist der Tempel zu einem Wallfahrtsort geworden.

### Gedenkstätte für den Märtyrerpfarrer Franz Boehm
Am 15. September 2015 wurde in der Wallfahrtskirche eine Gedenkstätte für den Märtyrerpfarrer Franz Boehm durch den Bischof Andrzej Suski aus Toruń eingeweiht. Der Pfarrer, der einen deutschen Vater und eine polnische Mutter hatte, wurde in Boleszyn am 3. Oktober 1880 geboren und in der Kirche St. Martin am 31. Oktober 1880 getauft. Nachdem die Familie auf Anweisung der preußischen Regierung 1893 Boleszyn verlassen musste, kam sie ins Rheinland. Franz Boehm wurde 1906 im Erzbistum Köln zum Priester geweiht. Am 5. Juni 1944 wurde er von der Gestapo verhaftet und in das Konzentrationslager Dachau gebracht. Er starb dort am 13. Februar 1945.

## Die evangelische Kirche in der Region
Eine eigene evangelische Kirche gibt es in Boleszyn selbst nicht. Unter der Bezeichnung als Bolleschin gehörte der Ort jedoch lange Zeit zum Pfarrbezirk der Jesuskirche in Lidzbark.